# Красная Горка (Шарангский район)
 Красная Горка  — поселок в Шарангском районе Нижегородской области в составе Роженцовского сельсовета.

## География
Расположен на расстоянии примерно 15 км на юг-юго-запад по прямой от районного центра посёлка Шаранга.

## История
Поселение на данном месте основано было в 1893—1894 у заведённой водяной мельницы Гавриила Куракина. В 1931—1932 годах мельница перешла в собственность созданного Большекилемарского промколхоза, который начал заниматься заготовкой леса. После окончания войны началось строительство посёлка Красная Горка, в то время ещё безымянного. Его просто называли «хутор», позднее названного Красной Горкой. Здесь работал деревообрабатывающий завод, с 1969 года Шарангский завод сувениров. С 1970-х годов посёлок начал угасать.

## Население
Постоянное население составляло 156 человека (русские 93 %) в 2002 году, 97 в 2010.